# UEFA Futsal Champions League 2021-2022 - Turno élite

## Sorteggio
Il sorteggio per il turno élite si è tenuto il 3 novembre alle 14:00 CET a Nyon. Le squadre erano divise in 3 fasce: vincitrici dei gironi del percorso A (urna 4), seconde classificate dei gironi del percorso A (urna 3) e terze classificate del percorso A insieme alle vincitrici del percorso B (urna 2). Ogni girone vede una squadra per ognuna delle prime due fasce di cui sopra e due dell'ultima fascia. Le squadre ospitanti sono state divise in un'altra urna e riallocate alle fasce di competenza. Le prime classificate non potevano incontrare le seconde che provenivano dal loro stesso girone del turno principale. Squadre provenienti dalla stessa federazione avrebbero potuto incontrarsi in questo turno. Inoltre, sulla base della decisione presa dal Panel di Emergenza UEFA, squadre provenienti da Russia e Ucraina non potevano essere inserite nello stesso girone..
| Percorso A | Percorso A           | Percorso A               | Percorso A             |
| Gruppo     | Vincitore (Fascia 1) | Secondo posto (Fascia 2) | Terzo posto (Fascia 3) |
| ---------- | -------------------- | ------------------------ | ---------------------- |
| 1          | Benfica (H)          | Sinara                   | Halle-Gooik            |
| 2          | Sporting Lisbona (H) | ACCS                     | Dobovec                |
| 3          | Barcellona           | Levante                  | Viten                  |
| 4          | Qairat               | Plzeň (H)                | Tjumen' (H)            |
| Percorso B |                      |                          |                        |
| Gruppo     | Vincitore (Fascia 3) |                          |                        |
| 5          | Haladás              |                          |                        |
| 6          | Uragan               |                          |                        |
| 7          | Olmissum             |                          |                        |
| 8          | Hovocubo             |                          |                        |

## Risultati
Le gare si sono svolte tra il 1° e il 5 dicembre. Gli orari delle partite sono CET, come indicato dall'UEFA. Gli orari locali, se differenti, sono indicati tra parentesi.

### Gruppo A
| Squadra     | P.ti | G | V | N | P | GF | GS | DR |
| ----------- | ---- | - | - | - | - | -- | -- | -- |
| Tjumen' (H) | 9    | 3 | 3 | 0 | 0 | 11 | 6  | +5 |
| ACCS        | 4    | 3 | 1 | 1 | 1 | 15 | 13 | +2 |
| Qairat      | 4    | 3 | 1 | 1 | 1 | 8  | 8  | 0  |
| Viten       | 0    | 3 | 0 | 0 | 3 | 9  | 16 | -7 |

| Arbitri: | Chiara Perona Nicola Manzione Alejandro Martinez Flores |
| Crono:   | Vitaliy Groshev                                         |

|                                                       |           |                                |
| Valadares 3'21'’ Akbalikov 12'43'’ Esenamanov 30'12'’ | Marcatori | 1'42'’ Yeromin 13'16'’ Rogovik |

| Arbitri: | Juan José Cordero Gallardo Alejandro Martinez Flores Nicola Manzione |
| Crono:   | Vitaliy Groshev                                                      |

|                                   |           |                                                                                    |
| Murilo 24'42'’ Mouhoudine 34'36'’ | Marcatori | 12'12'’ Antoškin 15'53'’ Upalev 27'48'’ Gereykhanov 30'06'’ Nevedrov 36'57'’ Taffy |

| Arbitri: | Alejandro Martinez Flores Juan José Cordero Gallardo Chiara Perona |
| Crono:   | Vitaliy Groshev                                                    |

|                                                        |           |                                       |
| Rodriguinho 13'08'’ Bolinha 13'59'’ Mouhoudine 32'06'’ | Marcatori | 14'56'’ Edson 21'23'’, 29'30'’ Favero |

| Arbitri: | Nicola Manzione Chiara Perona Juan José Cordero Gallardo |
| Crono:   | Vitaliy Groshev                                          |

|                                               |           |                                |
| Nevedrov 8'13'’ Taffy 20'32'’ Sokolov 28'56'’ | Marcatori | 14'54'’ Baturin 18'29'’ Rabyko |

| Arbitri: | Nicola Manzione Chiara Perona Alejandro Martinez Flores |
| Crono:   | Vitaliy Groshev                                         |

|                                                                       |           | |
| Anisimov 11'37'’ Ros 25'52'’ Yeromin 30'03'’, 39'10'’ Baturin 35'01'’ | Marcatori | 3'54'’, 13'22'’, 17'21'’, 21'57'’ Mohammed 5'47'’ (aut.) Peremitin 15'50'’, 33'00'’ N'Gala 29'00'’ El Mesrar 33'23'’, 39'57'’ Bolinha |

| Arbitri: | Juan José Cordero Gallardo Alejandro Martinez Flores Chiara Perona |
| Crono:   | Vitaliy Groshev                                                    |

|                                          |           |                                 |
| Taffy 27'09'’, 34'15'’ Lazarević 37'00'’ | Marcatori | 9'20'’ Orazov 39'55'’ Akbalikov |

### Gruppo B
| Squadra              | P.ti | G | V | N | P | GF | GS | DR  |
| -------------------- | ---- | - | - | - | - | -- | -- | --- |
| Sporting Lisbona (H) | 7    | 3 | 2 | 1 | 0 | 12 | 4  | +8  |
| Sinara               | 7    | 3 | 2 | 1 | 0 | 9  | 4  | +5  |
| Olmissum             | 3    | 3 | 1 | 0 | 2 | 7  | 9  | -2  |
| Hovocubo             | 0    | 3 | 0 | 0 | 3 | 6  | 17 | -11 |

| Arbitri: | Marc Birkett Stefan Vrijens David Grøndal Nissen |
| Crono:   | Rúben Santos                                     |

|                                                             |           |                  |
| Sokolov 2'19'’, 27'11'’, 34'21'’ Gerasimov 31'08'’, 38'36'’ | Marcatori | 11'48'’ Mossaoui |

| Arbitri: | Gábor Kovács David Grøndal Nissen Stefan Vrijens |
| Crono:   | Rúben Santos                                     |

|               |           |                                         |
| Pavić 38'11'’ | Marcatori | 8'57'’, 23'54'’ Merlim 20'47'’ Cavinato |

| Arbitri: | David Grøndal Nissen Marc Birkett Gábor Kovács |
| Crono:   | Rúben Santos                                   |

|                        |           |                                                       |
| Marić 38'12'’, 39'18'’ | Marcatori | 3'05'’ Abramov 13'26'’ Gerasimov 26'54'’ Fakhrutdinov |

| Arbitri: | Stefan Vrijens Gábor Kovács Marc Birkett |
| Crono:   | Rúben Santos                             |

|                                                                                                  |           |                                    |
| Waltinho 0'34'’, 1'14'’ Zicky 6'37'’, 19'58'’ Cardinal 7'19'’ Cavinato 11'43'’, 14'23'’, 22'05'’ | Marcatori | 12'33'’ Charraoui 15'57'’ Attahiri |

| Arbitri: | Stefan Vrijens David Grøndal Nissen Marc Birkett |
| Crono:   | Rúben Santos                                     |

|                                               |           |                                                      |
| Bouzit 9'20'’, 33'51'’ Kustura 15'47'’ (aut.) | Marcatori | 2'05'’, 21'42'’ Kustura 10'40'’ Marić 20'52'’ Hrstić |

| Arbitri: | Gábor Kovács Marc Birkett David Grøndal Nissen |
| Crono:   | Rúben Santos                                   |

|                  |           |                   |
| Waltinho 30'33'’ | Marcatori | 31'42'’ Prudnikov |

### Gruppo C
| Squadra     | P.ti | G | V | N | P | GF | GS | DR  |
| ----------- | ---- | - | - | - | - | -- | -- | --- |
| Barcellona  | 9    | 3 | 3 | 0 | 0 | 19 | 7  | +12 |
| Plzeň (H)   | 3    | 3 | 1 | 0 | 2 | 9  | 9  | 0   |
| Halle-Gooik | 3    | 3 | 1 | 0 | 2 | 11 | 15 | -4  |
| Dobovec     | 3    | 3 | 1 | 0 | 2 | 6  | 14 | -8  |

| Arbitri: | Nikola Jelić Vedran Babic Vladimir Kadykov |
| Crono:   | Filip Nesnera                              |

| |           |                               |
| Ferrão 12'26'’, 14'16'’, 38'04'’ Pito 18'26'’ A. Fernández 18'39'’ Lozano 26'44'’ Esquerdinha 38'22'’ A. Coelho 39'05'’ | Marcatori | 7'52'’ Duščak 25'37'’ Cesarec |

| Arbitri: | Irina Velikanova Vladimir Kadykov Vedran Babic |
| Crono:   | Filip Nesnera                                  |

|                                            |           |                                                                             |
| Roninho 6'52'’ Diogo 20'28'’ Tomić 23'25'’ | Marcatori | 4'21'’, 13'03'’, 16'31'’ (rig.) Vnuk 11'25'’ Kozár 21'47'’, 28'18'’ Seidler |

| Arbitri: | Vedran Babic Nikola Jelić Irina Velikanova |
| Crono:   | Filip Nesnera                              |

|                                                                |           | |
| Tomić 0'13'’ Ferrão 3'02'’ (aut.) Gabriel 8'30'’ Diogo 26'09'’ | Marcatori | 1'01'’, 27'06'’ Matheus Rodrigues 3'21'’ Ferrão 16'36'’ A. Coelho 18'12'’, 23'32'’ Dyego Zuffo 35'28'’ Pito 39'59'’ Lozano |

| Arbitri: | Vladimir Kadykov Irina Velikanova Nikola Jelić |
| Crono:   | Filip Nesnera                                  |

|                                   |           |                                          |
| Novak 29'38'’ (aut.) Holý 38'07'’ | Marcatori | 19'27'’ (rig.), 36'49'’ Čeh 29'46'’ Turk |

| Arbitri: | Vladimir Kadykov Irina Velikanova Vedran Babic |
| Crono:   | Filip Nesnera                                  |

|               |           |                                                     |
| Čujec 38'32'’ | Marcatori | 1'08'’, 30'39'’ Grello 16'51'’ Tomić 31'23'’ Borges |

| Arbitri: | Nikola Jelić Vedran Babic Irina Velikanova |
| Crono:   | Filip Nesnera                              |

|              |           |                                                             |
| Vnuk 29'17'’ | Marcatori | 3'46'’ Ferrão 23'32'’ (aut.) Vnuk 24'27'’ Matheus Rodrigues |

### Gruppo D
| Squadra     | P.ti | G | V | N | P | GF | GS | DR  |
| ----------- | ---- | - | - | - | - | -- | -- | --- |
| Benfica (H) | 9    | 3 | 3 | 0 | 0 | 15 | 5  | +10 |
| Haladás     | 3    | 3 | 1 | 0 | 2 | 9  | 11 | -2  |
| Levante     | 3    | 3 | 1 | 0 | 2 | 8  | 10 | -2  |
| Uragan      | 3    | 3 | 1 | 0 | 2 | 5  | 11 | -6  |

| Arbitri: | Cédric Pelissier Victor Berg-Audic Ozan Soykan |
| Crono:   | Cristiano Santos                               |

|                                      |           |                                                                   |
| Tolrà 10'35'’, 22'40'’ Araça 29'49'’ | Marcatori | 12'27'’, 35'33'’ Koval 15'41'’, 36'11'’ Abakshyn 37'51'’ Fareniuk |

| Arbitri: | Kamil Çetin Ozan Soykan Victor Berg-Audic |
| Crono:   | Cristiano Santos                          |

|                                           |           | |
| Dávid 3'22'’ Rezala 24'59'’ Dróth 37'55'’ | Marcatori | 1'25'’, 2'14'’ Jacaré 9'00'’, 9'20'’ Tayebi 16'25'’ Fits 27'56'’ Miguel 38'46'’ Arthur 39'26'’ Cintra |

| Arbitri: | Victor Berg-Audic Cédric Pelissier Kamil Çetin |
| Crono:   | Cristiano Santos                               |

|                                        |           |                                                 |
| Sipos 21'19'’ Amessaoud 29'04'’ (aut.) | Marcatori | 13'09'’ Amessaoud 16'21'’ Araça 37'31'’ Cardoso |

| Arbitri: | Ozan Soykan Kamil Çetin Cédric Pelissier |
| Crono:   | Cristiano Santos                         |

|                                                 |           |  |
| Čiškala 4'54'’ A. Jesus 5'18'’, 6'29'’, 31'32'’ | Marcatori |  |

| Arbitri: | Kamil Çetin Ozan Soykan Victor Berg-Audic |
| Crono:   | Cristiano Santos                          |

|  |           |                                                                  |
|  | Marcatori | 2'26'’ Diniz 19'09'’ (rig.) Dróth 24'33'’ Hajmási 35'03'’ Rezala |

| Arbitri: | Cédric Pelissier Victor Berg-Audic Kamil Çetin |
| Crono:   | Cristiano Santos                               |

|                                                      |           |                            |
| Fede 4'08'’ (aut.) Čiškala 22'18'’ Roncaglio 22'47'’ | Marcatori | 25'12'’ Araça 25'48'’ Usín |